# Церква Успення Пресвятої Богородиці (Тернопіль)
Церква Успення Пресвятої Богородиці (Монастирська церква) — храм і парафія Центрального деканату Тернопільсько-Зборівської архієпархії УГКЦ в Тернополі. Збудована до 1636 року (дерев'яна), вперше згадана у престольному Євангеліє, переданому «церкві Успенія на передмісті Тернопільськім».
Монастир із церквою зруйнувала більшовицька влада (1962). Нині на його місці відбудовано Успенську церкву і дзвіницю: сучасні споруди дещо модернізовано.

## Історія
При Успенській церкві був монастир оо. Василіян, який закрили принаймні до кінця 19 ст. У 1744 році церкву передали світському священикові.
У 1836 році дерев'яну церкву розібрали й на її місці звели муровану в стилі ампір із трьома візантійськими банями-куполами та дзвіницею (1837) із тесаного каменю: внизу чотирикутна, вгорі восьмигранна, завершувалася куполом.
Вище від дверей дзвіниці стояли статуї: ліворуч — святого Петра (із Євангелієм і ключами), посередині — Ісуса Христа (права рука піднята, у лівій — земна куля), праворуч — святого Павла з відкритим Євангелієм та хрестом.
На дзвіниці висів дзвін вагою 20 тонн.
Біля церкви був старовинний цвинтар, де були поховані, зокрема, о. Петро Білинський, Євстахій Прокопчиць; після війни тут заклали братську могилу загиблих у 1944 році в боях за м. Тернопіль (після зруйнування цвинтаря (1960-ті) прах перенесли на Микулинецький цвинтар).
У 1931 році митрополит Андрей Шептицький передав церкву оо. Редемптористам на чолі з Йосифом де Вохтом, за яких постала величава споруда з 6-а візантійськими банями і 3-а окремими входами із широкими сходами, що символізували хресну дорогу (інж. Соневицький і Фалендиш).
У 1932 році змурували нову каплицю, де відправляли Архієрейські Служби Божі та яка стала центром відпустів, водосвячень і посвячень пасок, овочів.
У червні 1933 до Тернополя переїжджає Володимир Породко. Стає парохом церкви  та ігуменом монастиря.
У 1933—1935 роках душпастирем при церкві Успення був майбутній виконувач обов'язків голови Української Греко-Католицької Церкви Володимир (Стернюк) ЧНІ. У 1935 році сюди на відпуст приїжджав Микола Чарнецький.
Довгі роки тут був образ Божої Матері, оправлений у срібні з позолотою ризи (копія Ченстоховської ікони), який після знищення храму зберігали у церкві Різдва Христового (нині повернутий на старе місце).
До війни тут була багата бібліотека. Після війни відбувалися Успенські відпусти.
У 1958—1961 роках, безпосередньо перед його закриттям та зруйнуванням радянською владою, настоятелем храму був о. Олесь Ґерета.

## Світлини

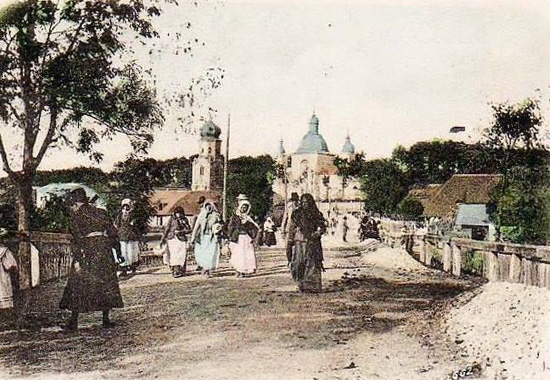
Монастирська церква, 1902 р.
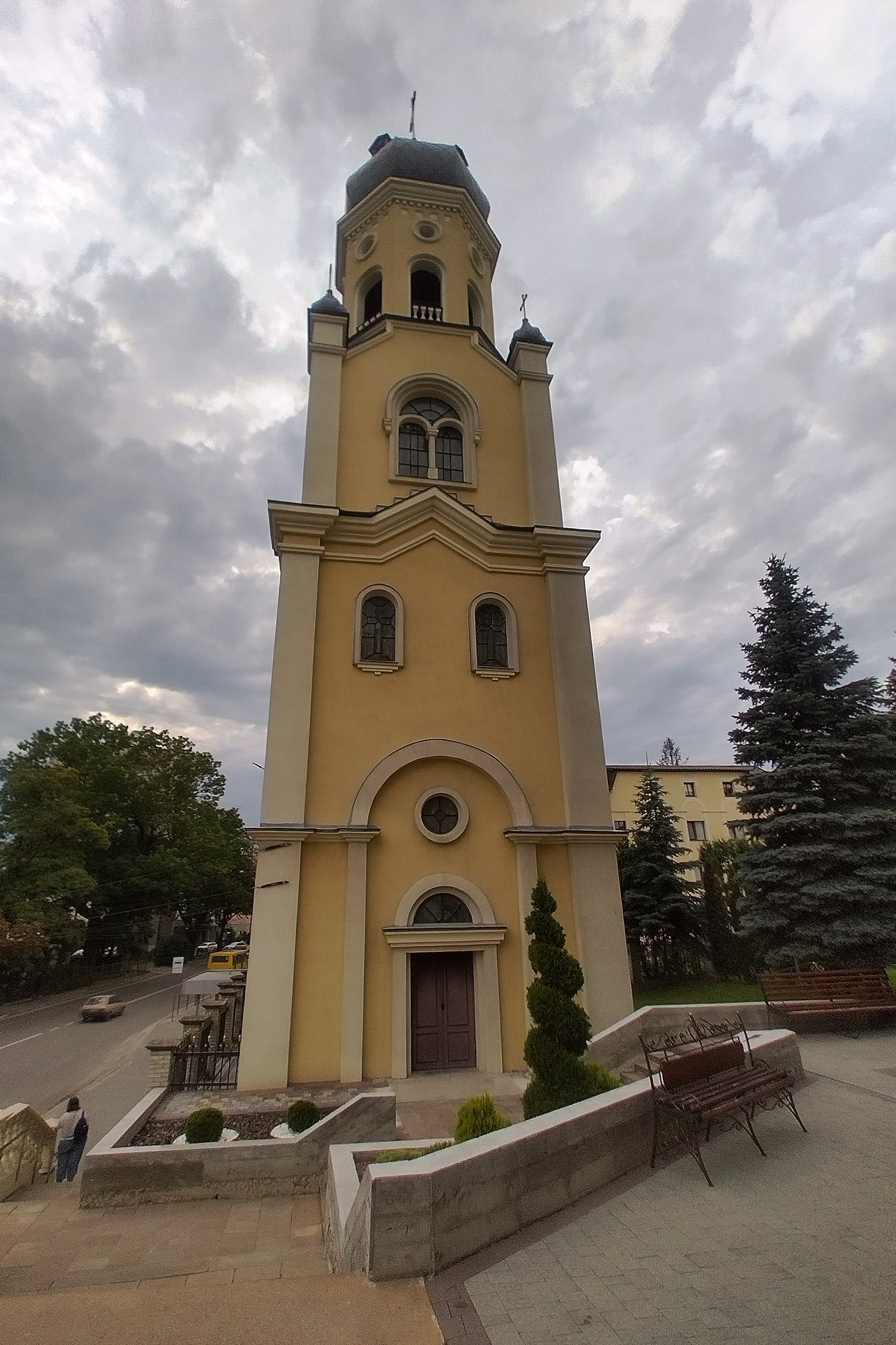
Дзвіниця
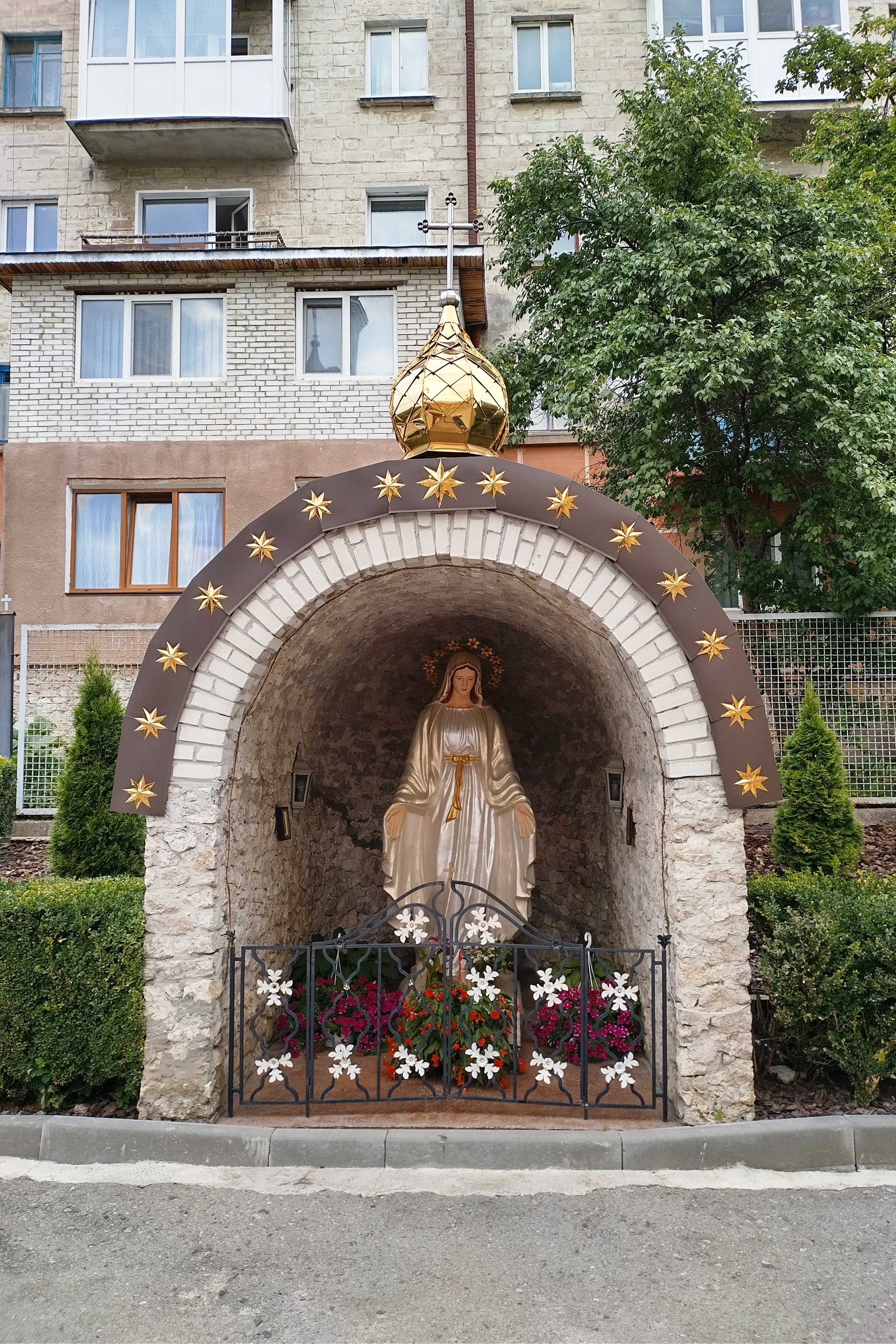
Каплиця Діви Марії
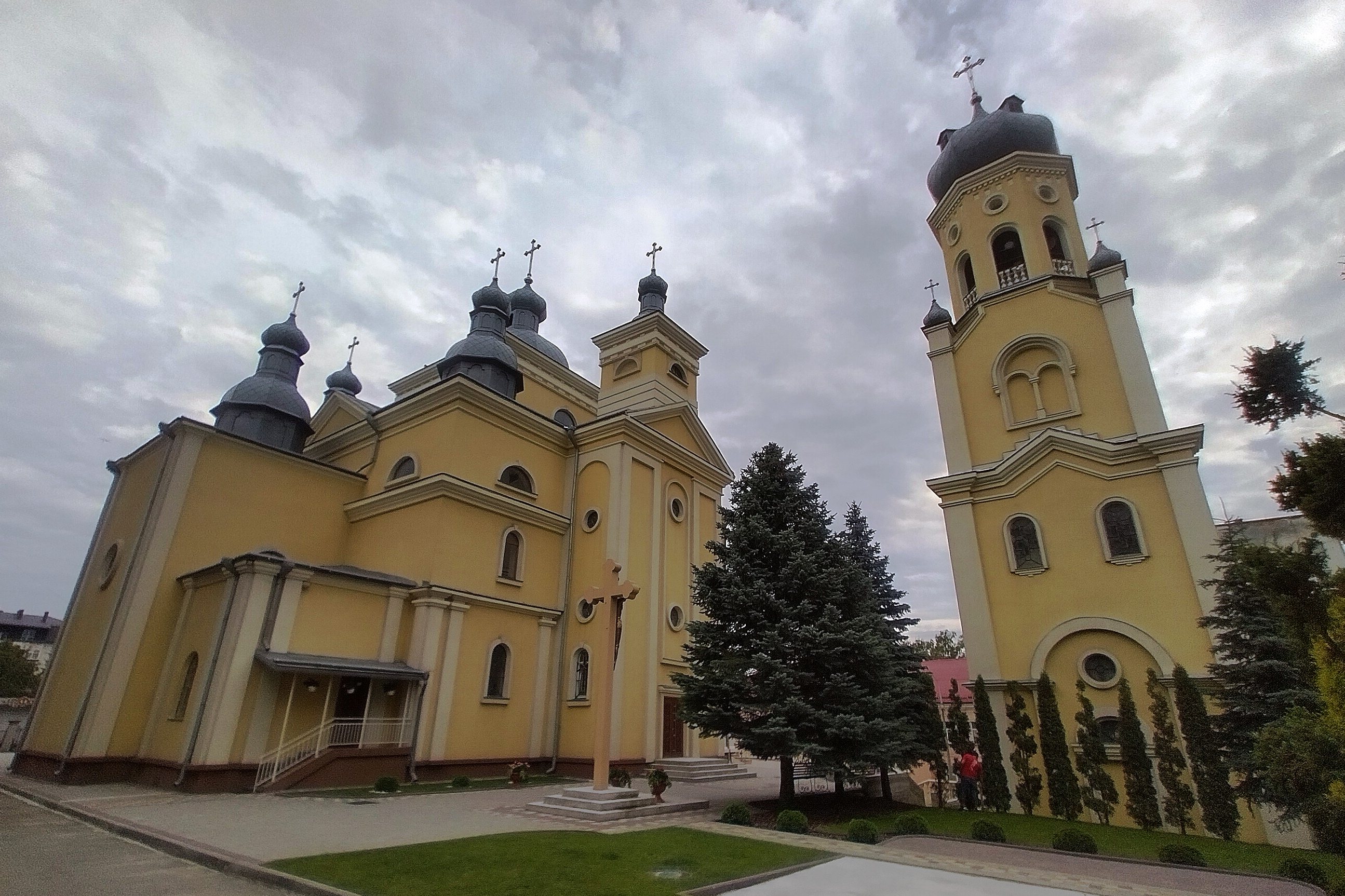
Панорамний вид заднього двору

## Зауваги
1. ↑  в статті про Тернопіль у Словнику Географічному Королівства Польського вказано, що він вже був закритий; можна припустити, що під час Йозефінської касати